# 龙泉街道 (湖州市)
龍泉街道是浙江省湖州市吳興區一個下轄街道，位于湖州市區湖州東北部。東至吉山，西北與環渚鄉相接，西南隔環城北路與飛英街道分界，南與月河街道毗鄰。面積約2．1平方公里。戶數3890戶，63500人(包括農業戶口)（2000年），絕大多數系漢族江浙民系，間有少數壯、回族。
龍泉之名因地處龍溪港兩岸，港水永不乾涸，故名。

## 沿革
- 中華人民共和國成立後初期：為龍泉鎮，
- 1951年：建制為第五鎮。
- 1954年：為第五街道。
- 1958年：與四街合併仍稱第五街道。
- 1962年：又分設。
- 1970年：改稱大慶街道。
- 1971年：改稱第五街道。
- 1981年：全市地名普查中，更名為龍泉街道。街道辦事處與派出所同駐楊家弄。

## 行政區劃
龍泉街道下轄：
市陌一七社區、市陌二四社區、市陌三社區、市陌五社區、市陌六社區、紫雲社區、華豐一社區、華豐二社區、白魚潭社區、西白魚潭社區、潛莊社區、紫田園社區。

## 歷史
轄區為湖州東北郊鄉村農副產品集散地。在抗日戰爭時期，商業貿易之繁盛，甚於城內。航行往來交通均賴農船為唯一工具。白雀、環渚、塘甸、太湖，織裏、戴山等地，農民出售農副產品之船隻，雲集于境內之潘家廊下、竹行埭、豬行角，米行街、壇前街等河岸。農民生產之魚米絲綢運來湖州銷售。魚行、米行、竹行、豬行、羊行、絲莊、綢莊櫛比鱗次，中華人民共和國成立後商業網點作了調整，水產批發部門均設於此，通往東北郊區的輪船碼頭設予該處東端。

## 街路
轄區範圍內有市陌路、壇前街、米行街、田盛街等古老街路，亦有中華人民共和國成立後新辟之環城北路、吉山路、吉新路等新街路。新舊街路合計12條，巷弄30條。街路大部依沿子市河及龍溪兩岸，港南港北交通均賴兩座高達10余米之拱型石橋相聯，西名大通橋，東為潘公橋。
市陌路是古老街路之一，西南從潘公橋向東北斜伸，有上中下三段。中華人民共和國成立前是一條坎坷不平而簡陋之石板路，中華人民共和國成立後，鋪建為混凝土路面。